# Centrotus angustulus
Centrotus angustulus är en insektsart som beskrevs av Melichar. Centrotus angustulus ingår i släktet Centrotus och familjen hornstritar. Inga underarter finns listade i Catalogue of Life.